# Mourad Satli
Mourad Satli (arabsky مراد ستلا‎‎‎; * 29. ledna 1990, Oran, Alžírsko) je alžírsko-francouzský fotbalový obránce, který působí v klubu KV Mechelen.

## Klubová kariéra
V letech 2010–2014 byl hráčem belgického klubu R. Charleroi SC, přičemž v sezoně 2010/11 hostoval v jiném belgickém týmu Royal Boussu Dour Borinage (RBDB). V červenci 2014 přestoupil do rumunského týmu FC Petrolul Ploiești.